# Kaisaniemi

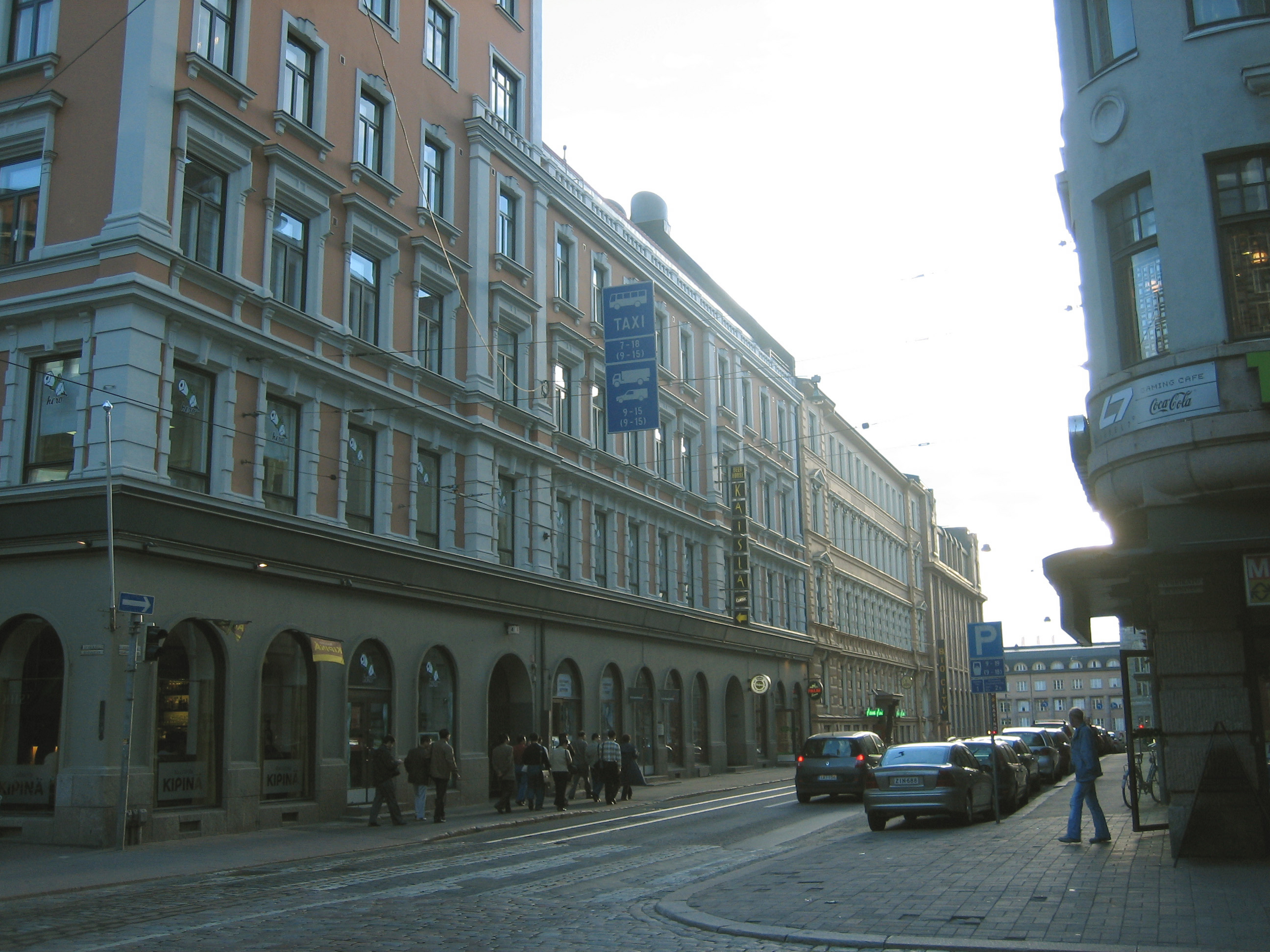
Una calle en el distrito de Kaisaniemi.

Kaisaniemi (en sueco Kajsaniemi) es un distrito en el centro de la ciudad de Helsinki, en Finlandia.
Kaisaniemi es un distrito muy urbanizado con una gran actividad comercial, a causa de que se ubica en el centro. Cerca del Kaisaniemi se encuentra la Estación Central de Ferrocarril de Helsinki y el distrito de Hakaniemi. El punto más famoso de Kaisaniemi es el Parque Kaisaniemi, un parque que cubre varias hectáreas justo en el centro de la ciudad.
El distrito se fundó en la década de los 1820, cuando Catharina "Kaisa" Wahllund abrió un restaurante en esa zona. El restaurante, que sobrevive hasta estos días, le dio el nombre al distrito.
Kaisaniemi tiene un parque y un restaurante muy popular, también tiene su propia estación de metro (Estación Kaisaniemi) y el Kinopalatsi, el segundo cine más grande de la ciudad. El partido político Alianza Verde normalmente realiza algunos de sus eventos en el Restaurant Kaisaniemi.
- Datos: Q1721504
- Multimedia: Kaisaniemi / Q1721504